# Henschel DHG 700 C

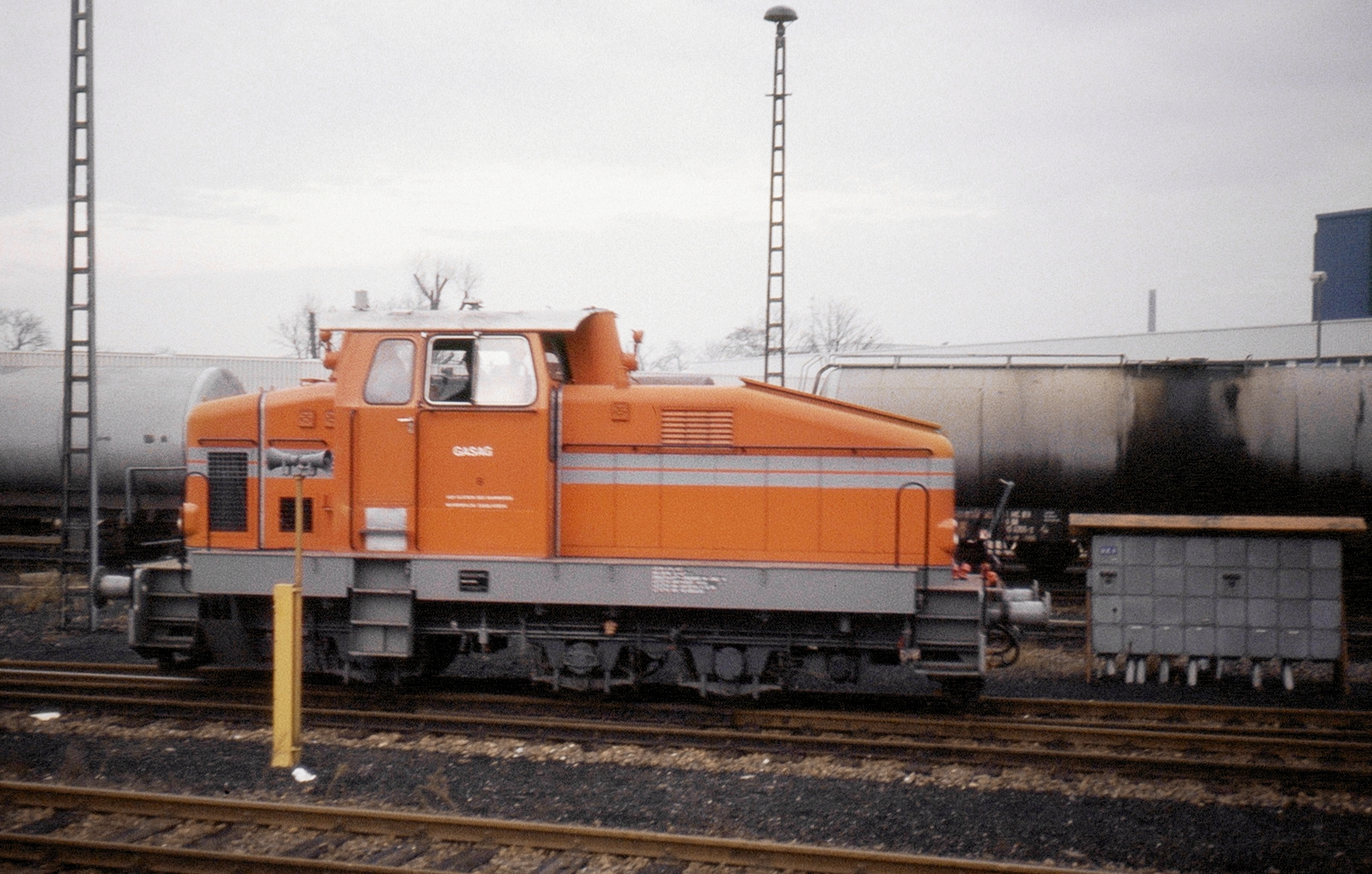
Henschel DHG 700 C (Baujahr 1972) als Lok 8 der GASAG im Bahnhof Berlin-Marienfelde, 1986

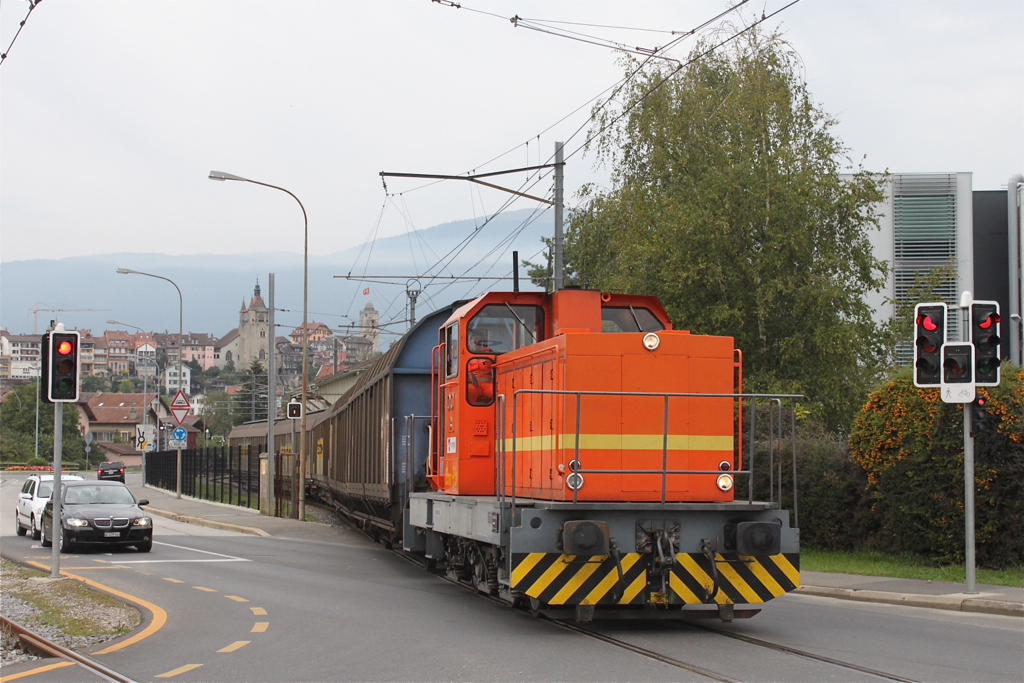
Em 3/3 Nr. 3 des Chemin de fer Orbe–Chavornay auf einem Gleisanschluss in Orbe

Die Henschel DHG 700 C ist eine dieselhydraulische Lokomotive, die von den Henschel-Werken gebaut wurde. Sie war vor allem für den Einsatz im Werksdienst vorgesehen. Sie hat drei über Gelenkwellen angetriebene Achsen.

## Geschichte
Die Bezeichnung wurde für Typen verschiedener Modellreihen angewandt. In der sogenannten vierten Generation von Diesellokomotiven ab 1962 wurde unter dieser Bezeichnung eine im Aufbau der Henschel DHG 500 C entsprechende Lokomotive angeboten, deren Motor mit vergrößertem Hubraum 507 kW (690 PS) leistete.
In dieser ersten Version wurden 20 Exemplare gefertigt.
In der ab 1973 angebotenen fünften Generation der Henschel-Loks war es die dreiachsige Standardlok. Im Gegensatz zu den Vorgängerbauarten hatte diese Lokgeneration einen kantigen Aufbau sowohl beim Führerhaus als auch bei den Vorbauten.
In dieser zweiten Version wurden 55 Exemplare gefertigt. Die Loks gingen vornehmlich an Bergbaugesellschaften (Saarbergwerke: sieben Stück) und Stahlproduzenten sowie Chemieunternehmen, aber auch Unternehmen wie Volkswagen (sieben Stück) in den Werken Wolfsburg, Braunschweig und Baunatal. Die übliche Farbe war nicht mehr das Henschel-Blau, sondern ein Reinorange mit gelbem horizontalen Steifen an den Vorbauten.
Schließlich gab es auch in der sechsten Generation eine DHG 700 C.
Fahrwerk und Aufbauten wurden, soweit möglich, von der dieselelektrischen DE 500 C übernommen. Äußerlich auffallend das geräumigere Führerhaus mit Einstiegen an der Frontseite sowie großzügigere Rangiertritte, wie es das BDE-Lastenheft vorsah. Andere Anbieter hatten solche Typen aber bereits eher angeboten, so dass von diesem Typ in den Jahren 1986/1987 nur fünf Stück gebaut wurden.

## DHG 700 C ab 1973
Außer den Aufbauten hatte sich auch der Rahmen gegenüber der Vormodell verändert. Der Achsstand war um 300 mm größer, die Achsen nicht mehr mit Blattfedern, sondern ab 1975 mit Schrauben- und Megifedern abgestützt. Statt einer Klotzbremse wurde eine Scheibenbremse verwendet.
Als Getriebe wurde ein Voith-Bremsreversiergetriebe verwendet, das über zwei Wandlergänge verfügte und so ein mechanisches Nachschaltgetriebe für einen Wechsel des Ganges überflüssig machte.
Im Jahre 1985 lieferte Henschel eine Serie von 10 Lokomotiven mit den Seriennummern 32840 bis 32849 und einer Spurweite von 1000 mm 
an die State Railway of Thailand (SRT), denen – bis auf wenige Ausnahmen – keine lange Dienstzeit beschieden war. Sie hatten dort die Nummern SRT 70–79.
Die letztgebaute DHG 700 C wurde 1985 in die Schweiz an den Chemin de fer Orbe–Chavornay geliefert und dort als Em 3/3 Nr. 3 bezeichnet. Als Streckenlok im Bestand einer öffentlichen Eisenbahn kann diese – für den Einsatz auf Industrie- und Hafenbahnen konzipierte – Lokomotive als ein Unikat angesehen werden.